# Kormesij
Kormesij (bułg. Кормесий) – przypuszczalne imię chana Bułgarii w latach 718–725, następcy, a prawdopodobnie również syna, chana Terweła.

## Imię
Kroniki bizantyjskie, podstawowe źródło wiedzy o wczesnym etapie historii Bułgarii, po 718 roku milkną na prawie 40 lat w kwestii bułgarskiej. Imiennik chanów protobułgarskich zawierający spis chanów bułgarskich do połowy VIII wieku nie podaje imienia następcy chana Terweła. W związku z tym wielu historyków (Wasilewski, Lang, Ostrogoski) przyjmuje za fakt panowanie chana nieznanego z imienia. Imię Kormesij, pojawia się w źródłach bizantyjskich jako imię sygnatariusza traktatu pokojowego pomiędzy Bułgarią a Bizancjum w 716 roku. Jego wysoka pozycja skłania niektórych historyków do uznania w nim następcy Terweła, a nawet do przyjęcia, że w chwili podpisywania traktatu był już chanem Bułgarii. Inną przesłanką przemawiającym za tym, że Kormesij był chanem Bułgarii miałoby być występowanie w inskrypcjach wokół Jeźdźca z Madary imienia Krumessios. Zdaniem wielu historyków (Wasilewski, Lang, Waklinow) inskrypcje te dotyczą jednak chana Kruma. Wreszcie na podstawie podobieństwa imion Kormesij i Kormisosz wysuwana była również hipoteza, że władca ten sprawował dwukrotnie władzę. Ponieważ jednak Imiennik informuje, że pierwszy nieznany z imienia chan pochodził z rodu Dulo a drugi z rodu Wokil teza ta wymaga przyjęcia dodatkowych skomplikowanych założeń.

## Okres panowania
Imiennik podaje, że następca Terweła rządził 28 lat, ale informacje dotyczące tego chana nie są pewne. W związku z tym historycy obliczają okres jego panowania, odejmując od daty rozbicia przez Bizantyjczyków  chana Winecha w 756 roku, lata panowania kolejnych chanów. I tak Wasilewski, Lang, Ostrogoski wyliczają, że nieznany z imienia chan rządził od śmierci chana Terweła w 718 roku do 725 roku. Podobnie Mosko Moskow, który jednak przyjmuje, że koniec panowania Terweła nastąpił w 715 roku, skoro w 716 Kormesij podpisał pokój z Bizancjum. Jego rządy trwały według Moskowa przez 6 lat od 715 do 721 roku. Inaczej okres panowania tego władcy wypada u tych historyków, którzy modyfikują podaną w Imienniku liczbę lat panowania bezpośredniego poprzednika Winecha – Kormisosza skracając ją z 17 do około 3 lat. W związku z czym panowanie następcy Terweła przypada na lata 721 – 738 lub 739, a więc trwa około 17 lat.
O samym panowaniu niewiele można powiedzieć. Z faktu, że bizantyjscy kronikarze milczą na temat Bułgarii wysnuwa się wniosek, że w tym okresie pomiędzy obydwoma państwami panował pokój, a Bizantyjczycy prawdopodobnie płacili trybut przyrzeczony traktatem z 716 roku. Pochodzące z początków VIII wieku wały ziemne na granicy północnej i zachodniej mogą świadczyć, że stosunki z Awarami i Chazarami nie układały się tak pomyślnie, ale trudno w tym względzie o pewność.